# 禅道法师
禅道法师（1934年12月27日－2018年4月29日），俗名谢廷玺，湖南省耒阳市人， 法名禅道，字早归， 又称宣慧上人、复本禅师。
北传佛教禅宗长老，中国佛教著名高僧；曾任中国佛教协会咨议委员会委员；湖南省佛教协会咨议委员会副主任；郴州市佛教协会会长、名誉会长；湖南省虚云文教基金会名誉理事长；虚云佛学社导师、名誉社长。爱国爱教，以弘法利众为己任，实践着苦行头陀之志向，海内外声誉极高，深受教内外尊重。 
2018年4月29日15时06分在湖南省郴州苏仙岭南禅寺安详示寂，世寿84岁，僧腊77载，戒腊72夏。

## 生平
1934年12月27日，禅道长老出生于湖南省耒阳市大义乡。 
1942年于湖南省大义涌泉寺依大智法师出家。
1945年于湖南省云山天中寺瑞云宗师座下受具足戒。
1946年，长老至南岳参学，于素有“天下法院，七祖道场”之称的南岳福严寺习禅，饱受钳锤，并蒙其方丈镇清和尚咐嘱，得临济正宗第四十六世法脉，法名源道。
1947年，就学于南岳大善寺佛教讲习所，亲近熹谷和尚，后因时局动荡，又随熹谷和尚到益阳白鹿寺学习。
1954年，前往云居山真如禅寺亲近禅宗泰斗虚云老和尚，常住修行十四载，与慧通、传印、一诚、绍云等禅师同参，日间参加农耕生产，夜间禅坐。其间与一名同修刺血合抄《华严经》。
1957年，海灯和尚在云居山创办天台宗研究班，禅道老和尚得以入班学习。后蒙虚云长老咐嘱，先后摄受为沩仰正宗第九世法脉传人，法名宣慧；曹洞正宗第四十八世法脉传人，法名复本。 
1959年，云居山真如禅寺僧伽生产大队成立，老和尚任队长，并出任江西省青联委员。
1966年忽起劫波，老和尚被遣返回乡，然其誓不还俗，隐居于湖南永兴和耒阳交界处的深山之中十三年之久。是处山高偏远，人烟稀少，民风淳朴，老和尚独自一人生活在龙泉寺，坚持传统，信守戒律，自耕自食，农禅度日。 
1979年改革开放后，随着党的宗教信仰自由政策的落实，开始有人发心追随长老出家修学，未久，老和尚带领十一名慕道沙弥前往云居山参学。
1981年至1984年，老和尚受邀至厦门南普陀，协助妙湛长老恢复闽南佛学院，并任监学之职，与梦参、智敏诸法师共事。
1984年至1993年，受原籍政府邀请，协助政府落实宗教政策，恢复重兴苏仙岭南禅寺、普济寺、安仁月轮岩、耒阳紫霞禅寺等二十余座寺院，并发起成立郴州市佛教协会，出任会长。 
2006年，湖南省苏仙岭南禅寺举行了首届方丈升座仪式，禅道长老升座为南禅寺首任方丈。
2016年4月，历时两年的申请，由禅道长老发起的“湖南省虚云文教基金会”正式成立，已促进社会公益为根本宗旨，推动助学、助残、慈善救助为根本任务。
2016年农历七月廿九日（虚云禅师诞辰），禅道长老为纪念其恩师上虚下云禅师，发起成立“虚云佛学社”，以弘扬正法，净化人心，募集净资，印赠佛经，发展佛教文化事业为根本宗旨。 
2018年1月8日耒阳市紫霞禅寺隆重举行宝殿落成佛像开光庆典暨禅道长老晋院续座仪式，禅道长老升座为紫霞禅寺首任方丈 

## 人物评价
中国佛教协会副会长、湖南省佛教协会会长、湖南佛学院院长、长沙麓山寺方丈圣辉大和尚致悼词：
回顾禅道老和尚一生，道心坚固，戒律精严。艰难岁月，他隐居于深山，行头陀行，安贫乐道，农禅为务；欣逢盛世，他建寺安僧，恢复祖庭，续佛慧命，接引学人。老和尚一生真参实学，道眼圆明，人格高尚，在佛教界享有崇高威望，为中国和湖南佛教事业，特别是湘南佛教事业的复兴发展倾注毕生心血。老和尚政治立场坚定，积极协助党和政府落实宗教政策，起到了广大信众与党和政府之间沟通的桥梁纽带作用，他慈悲仁善，热心公益事业，弘法利生，服务大众，为促进社会发展做出了重要贡献。
禅道老和尚修行几十年、定力深厚，自幼前往南岳求法，后入云居山亲近虚云长老，坐作并行，朝暮修道，焚膏继晷，未曾暂废，效仿古德刺血抄经，深入定境。在社会动荡中，面对种种诱惑不为所动，隐居于深山十三载，坚守信仰，矢志不移，戒德庄严，发扬农禅家风，行苦头陀行，堪为后世之楷模！ 